# Modelo de dominio

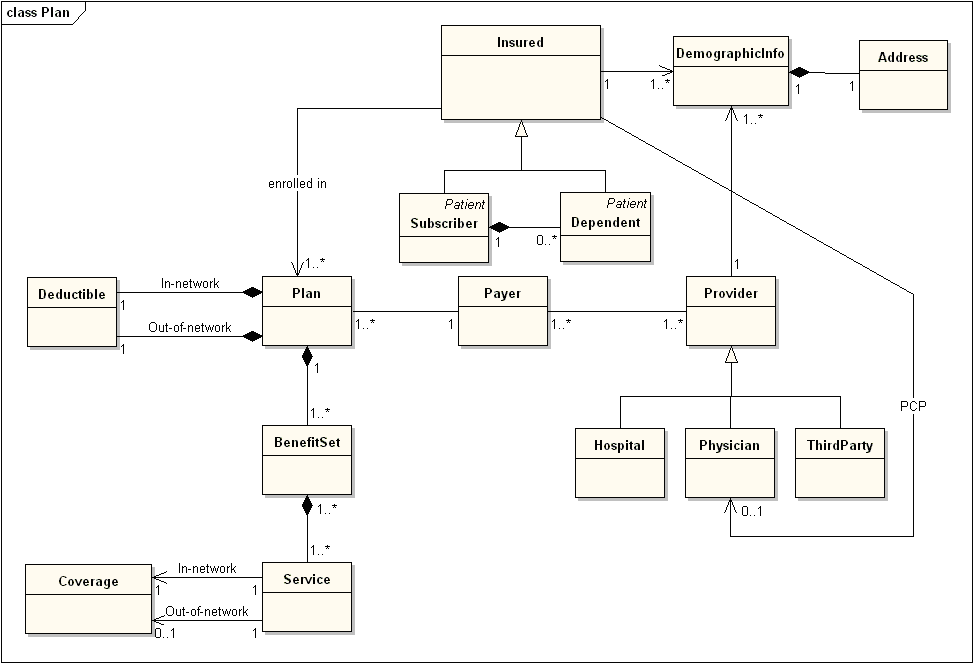
Ejemplo de modelo de dominio para un plan de seguro

Un modelo de dominio en la resolución de problemas e ingeniería de software, es un modelo conceptual de todos los temas relacionados con un problema específico. En él se describen las distintas entidades, sus atributos, papeles y relaciones, además de las restricciones que rigen el dominio del problema.

## Descripción general
El modelo de dominio se crea con el fin de representar el vocabulario y los conceptos clave del dominio del problema. El modelo de dominio también identifica las relaciones entre todas las entidades comprendidas en el ámbito del dominio del problema, y comúnmente identifica sus atributos. Un modelo de dominio que encapsula los métodos dentro de las entidades se asocia más bien con modelos orientados a objetos. El modelo de dominio proporciona una visión estructural del dominio que puede ser complementado con otros puntos de vista dinámicos, como el modelo de casos de uso.